# Jankovice (Pardubicei járás)
Jankovice település Csehországban, a Pardubicei járásban. Jankovice Sovolusky, Morašice, Brloh, Přelouč, Litošice, Lipoltice és Zdechovice településekkel határos. Lakosainak száma 345 fő (2024. január 1.).

## Népesség
A település lakosságának változását az alábbi diagram mutatja:
| Lakosok száma | 497  | 566  | 607  | 483  | 367  | 282  | 319  | 317  | 324  | 345  |
|               | 1869 | 1890 | 1921 | 1950 | 1980 | 2001 | 2017 | 2019 | 2022 | 2024 |